# Colopea pusilla
Colopea pusilla és una espècie d'aranyes araneomorfs de la família dels estenoquílids (Stenochilidae). Fou descrita per primera vegada per Lehtinen, l'any 1982.
Aquesta espècie és endèmica de les Filipines. Es troba a Luzon i a Mindoro.
El mascle descrit per Lehtinen l'any 1982 mesura 3,8 mm i la femella 4,3 mm.